# Cyathea pachyrrhachis
Cyathea pachyrrhachis är en ormbunkeart som beskrevs av Edwin Bingham Copeland. Cyathea pachyrrhachis ingår i släktet Cyathea och familjen Cyatheaceae. Inga underarter finns listade.